# コリング・フィヨルド

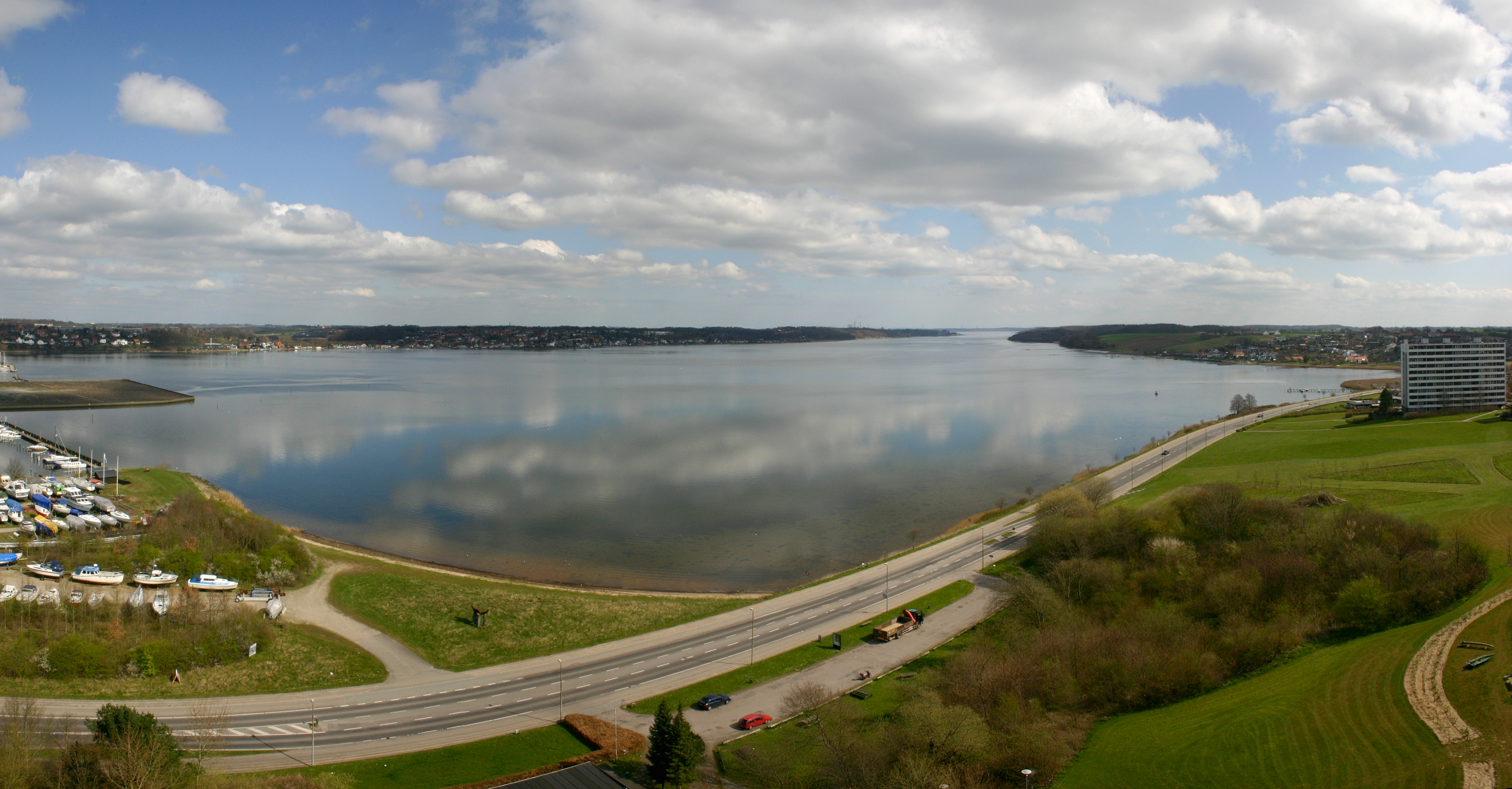
コリング・フィヨルド

コリング・フィヨルド（デンマーク語: Kolding Fjord）は、デンマーク・ユトランド半島東岸にある湾（フィヨルド）。主に東西方向に伸びており、長さは約10km。小ベルト海峡に接続されている。面した主な町としては湾奥にコリングがある。コリング港における水深は7mほどある。